# レーナード・スキナード
レーナード・スキナード (Lynyrd Skynyrd、[ˌlɛnərd ˈskɪnərd] LEN-ərd-SKIN-ərd) は、アメリカ合衆国のサザン・ロックバンド。

## 概要
1964年にフロリダ州ジャクソンビルで「マイ・バックヤード (My Backyard)」として結成され、その後「ノーブル・ファイブ (The Noble Five)」「ワン・パーセント (One Percent)」の名で活動、1969年に「レーナード・スキナード」と改名した。バンドはそのライブ・パフォーマンスや「スウィート・ホーム・アラバマ」「フリー・バード」と言った代表曲でその認知度を高めていった。だが、成功のピークであった1977年に飛行機事故でメンバー2人とバックアップシンガーが死亡。人気の絶頂時に活動を停止した。バンドはアメリカ合衆国で2,800万枚のレコード販売を記録した。
生き残ったメンバーは1987年に、リードボーカルにジョニー・ヴァン・ザント（バンドの創設者、ロニー・ヴァン・ザントの弟）を迎えリユニオン・ツアーを行った。バンドはその後も創設者の一人であるゲイリー・ロッシントン、ジョニー・ヴァン・ザントとリッキー・メドロック（1996年にバンドに復帰する前、1971年から72年にかけて曲を書きレコーディングに参加。ブラックフットにも参加。）でツアーやレコーディングを行っている。もう一人の創設者、ラリー・ヤンストロムは70年代に加入していたエド・キング、アーティマス・パイルと共に音楽活動を続けているが、もはやバンドとはツアーやレコーディングを行っていない。マイケル・カーテロンは1999年以来バンドの主たるドラマーとしてレコーディング、ツアーを行っている。
レーナード・スキナードは2006年3月13日にロックの殿堂入りを果たした。「ローリング・ストーンの選ぶ歴史上最も偉大な100組のアーティスト」において第95位に選ばれている。

## 歴史

### 初期
1964年の夏、フロリダ州ジャクソンビルでロニー・ヴァン・ザント、ボブ・バーンズ、アレン・コリンズ、ゲイリー・ロッシントン、ラリー・ヤンストロムの5名により結成。結成当初のバンド名は「Bob's Backyard」。これはボブ・バーンズの自宅車庫で練習していたことに由来する。その後「The Noble Five」と改名した。彼らはまた、1968年まで「One Percent」というバンド名を使用した。
1968年にバンド・コンテストで優勝し、地元のローカル・レーベルからデビューした。1969年にヴァン・ザントは新しいバンド名、「レーナード・スキナード Leonard Skinnerd」を思いついた。この奇妙な名は、メンバーがフロリダ州ジャクソンビルのロバート・E・リー高校に通っていたときの体育教師であり、頭髪に関する校則を厳しく守らせていたことで有名なレオナルド・スキナーの名前をもじったものである。ロッシントンは長髪を咎められることにうんざりし学校を辞めた。また、特徴的なスペル「"Lynyrd Skynyrd"」は少なくとも1970年代に使用されていた。高校時代は反発していたにもかかわらず、彼らは後にスキナーと友好的な関係を築き、ジャクソンビル・コロシアムで行ったコンサートにスキナーを招待したりもしている。スキナーはまた、バンドが3枚目のアルバムの内側に自分の不動産業の広告の写真を使用することを許可した。
1970年までにレーナード・スキナードはジャクソンビルのトップバンドとなり、地元のコンサートで頭角を現し、いくつかの国内での活動を開始した。ジャクソンビル出身でメイコンを拠点とするハスラーズ社のパートナーであるパット・アームストロングと、フィル・ウォルデンの弟であるアラン・ウォルデンがバンドのマネージャーとなった。ウォルデンは1974年までマネージャーを務め、その後ピーター・ラッジがマネージャーとなった。バンドは70年代初期に南部全域で演奏を続け、ハードなブルースロックのサウンドとイメージをさらに発展させ、スタジオでの実験的なレコーディングを行った。彼らはこの独特な「サザン」サウンドを、カントリー、ブルース、そしてブリティッシュロックの影響を少し取り入れ、融合させることで作り出した。
この頃、バンドは初めてラインナップの変更を経験した。ヤンストロムが脱退してグレッグ・T・ウォーカーがベースを担当した。また当時、2人目のドラマーとしてリッキー・メドロック（後にレーナードでギターを担当する）が加入。リッキーとボブ・バーンズはそれぞれ脱退・再加入を経つつ、時にツインドラムでの演奏も披露した。バンドの歴史が書かれたいくつかの文献ではこの頃バーンズはバンドを短期間離れていたとされる。1971年、バンドはマッスル・ショールズ・サウンド・スタジオで、ウォーカーとメドロックがリズムセクションを担当し、バーンズ抜きでいくつかの録音を残した。
リッキー・メドロックとウォーカーはバンドを離れ、ブラックフットに加入した。バンドは1972年に再びマッスル・ショールズでレコーディングを行い、バーンズがドラムを担当、レオン・ウィルクソンがベースを担当した。またこの年、レオンの友人で当時レーナードのローディだったビリー・パウエルが正式なキーボード担当として加入した。メドロックはその後再びバンドに復帰している。メドロックとウォーカーは1978年にリリースされたコンピレーション「First and... Last」まで、どのアルバムにも参加しなかった。

### 全盛期 (1973年-1977年)
1972年にバンド（ヴァン・ザント、コリンズ、ロッシントン、バーンズ、ウィルクソン、パウエル）はブラッド・スウェット・アンド・ティアーズの創設メンバーであったアル・クーパーに見いだされた。クーパーはアトランタのFunocchio'sで彼らのステージを見た。そしてMCAレコード傘下の自らのサウンズ・オブ・ザ・サウスレーベルと彼らを契約させ、ファーストアルバム『レーナード・スキナード』をプロデュースした。ウィルクソンはこのアルバムのレコーディングセッション初期にバンドを離れていたため、参加したのは2曲のみである。アルバムカバーのジャケット写真には写っている。ウィルクソン不在時にベースとギターを手伝ったストロベリー・アラーム・クロックのギタリスト、エド・キングはレコーディング後に3人目のギタリストとして正式加入し、バンドはライブにおいてスタジオでの3つのギターセクションを再現できるようになった。アルバムは1973年8月13日にリリースされ、100万枚を超える売上を記録、RIAAのゴールドディスクとなった。シングル「フリー・バード」は全米のラジオでオンエアされた。同曲は75年の1月には、Billboard Hot 100の19位を記録した。
バンドのファン層は1973年に急速に拡大した。これはザ・フーの『四重人格』ツアーで前座を務めたことも原因の一つだった。1974年のセカンドアルバム『セカンド・ヘルピング』ではキング、コリンズ、ロッシントンがそれぞれヴァン・ザントとのコラボレーションで曲を書き、バンドのブレークスルーを強固なものとした。ニール・ヤングの「サザン・マン」へのアンサーソングであるシングル「スウィート・ホーム・アラバマ」は、8月のチャートで8位に達した。（ニール・ヤングとヴァン・ザントはライバルではなく、”お互いの音楽のファンであり、友人であった”。ヤングは彼らのために「パウダーフィンガー」を書いたが、彼らはそれを録音しなかった。）絶頂期における彼らのレコードはそれぞれ100万枚を超える売り上げを記録したが、「スウィート・ホーム・アラバマ」はトップ10に入った唯一のシングルであった。『セカンド・ヘルピング』は1974年に12位を達成し、最終的にはマルチプラチナとなった。その年の7月、レーナード・スキナードはミズーリ州セダリアのミズーリ・ステート・フェアで行われたオザーク・ミュージックフェスティバルにも出演した。
トリプルリードギターを擁する重厚な音を特徴とし、オールマン・ブラザーズ・バンドやアトランタ・リズム・セクションと並ぶサザン・ロックの旗手として、ライヴでは多数の観客を動員する人気バンドとなった。
1975年1月にバーンズがバンドを去り、代わってケンタッキー出身のアーティマス・パイルが加入した。バンドの3枚目のアルバム『ナッシン・ファンシー』は17日で録音された。クーパーとバンドはアルバムリリース前に相互の合意によって袂を分かち、クーパーはテープのミックスを完成させてバンドから離れた。このサードアルバムは前作よりも売り上げが低かったが、「サタデイ・ナイト・スペシャル」がヒットした。エド・キングはツアーの途中で、疲労を理由にバンドを離れた。1976年1月、正式メンバーとはみなされなかったが、バックアップシンガーのレスリー・ホーキンス、キャシー・ゲインズ、ジョジョ・ビリングズリー（3人は「ホンケッツ」として知られる）が加入した。『ナッシン・ファンシー』からは「サタデイ・ナイト・スペシャル」がバート・レイノルズ主演の映画『ロンゲスト・ヤード』の挿入歌に採用された。キングが脱退した後、バンドはしばらくツインギター編成で活動し、4枚目のアルバム『ギミー・バック・マイ・ブレッツ』は1976年にリリースされたが、前作同様ファースト、セカンドほどの成功は収められなかった。ヴァン・ザントとコリンズは、バンドの初期の特徴であったトリプルリードギターの特性が失われていると真剣に感じていた。その後バンドはレスリー・ウェスト（元マウンテン）やバリー・ハーウッド（後にゲイリー・ロッシントン、アレン・コリンズらと共にロッシントン・コリンズ・バンドで活動）を含む何名かのギタリストのオーディションを行ったが、最終的にはキャシー・ゲインズの弟スティーヴ・ゲインズがキングの後任として加入した。最盛期（1976年前後）には南部でのライヴにおいて、カルロス・サンタナを前座にするほどの人気を誇った。
ゲインズは自身のバンド、クロウダッド（スキナードの「サタデイ・ナイト・スペシャル」をしばしば演奏していた）を率いていたが、1976年5月11日にカンザスシティで行われたコンサートに、オーディションがてら招待された。バンドはまたゲインズと非公式のジャムを数回行い、ゲインズは6月に正式加入した。ゲインズが新たに加わったバンドはアトランタのフォックス・シアターで行われたライブを録音、2枚組ライブアルバム『ワン・モア・フロム・ザ・ロード』としてリリースした。

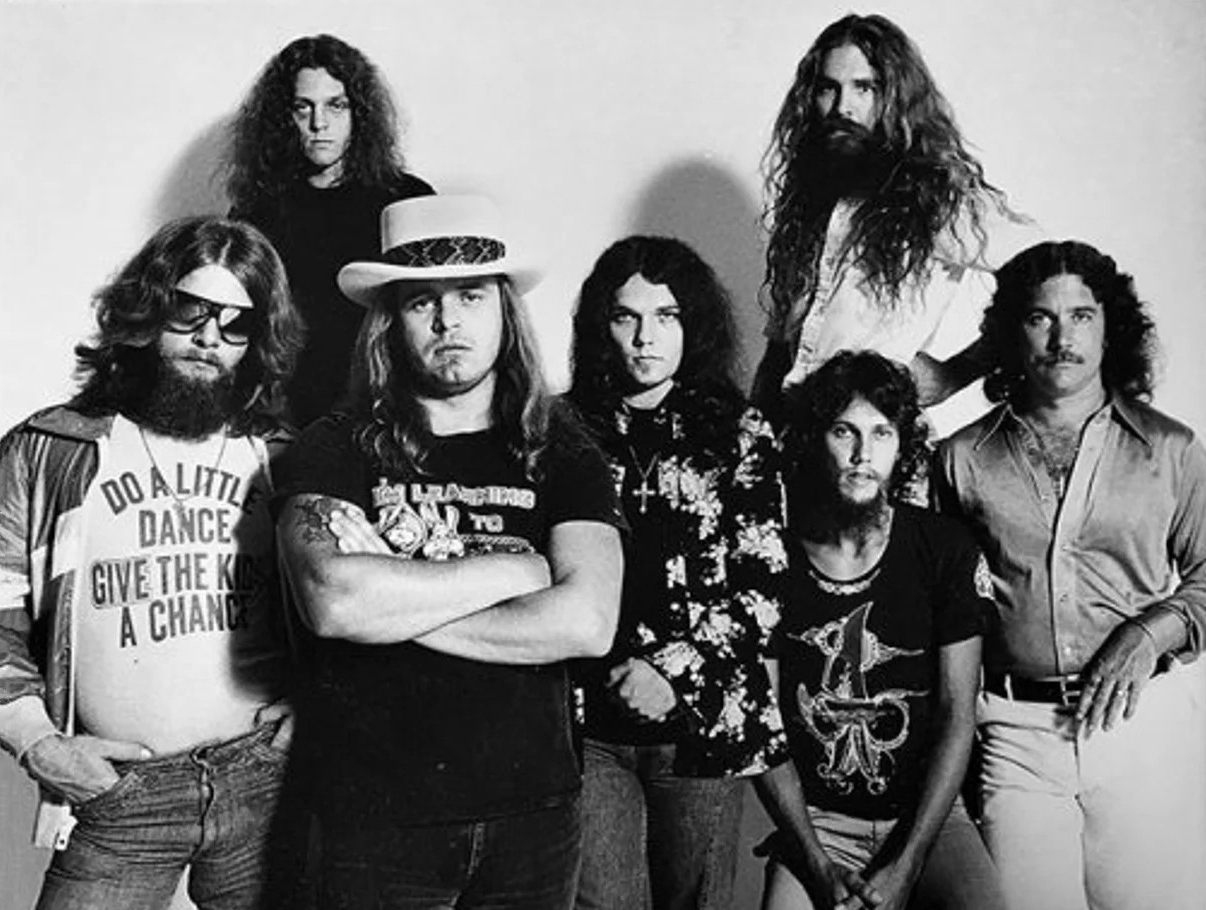
1977年

コリンズとロッシントンは1976年のレイバー・デーの週末に重大な交通事故を起こし、次のアルバムの製作が遅れた上、いくつかのコンサートがキャンセルとなった。ロッシントンの事故は、不吉な「ザット・スメル」に影響を与えた。それは明らかに彼ともう一人のバンドメンバーに対する薬物乱用についての警告であった。この曲に登場する、酒に酔い、クエイルードで朦朧となってオークの木に車をぶつける「Prince Charming」は自分のことであるとロッシントンは何度も認めている。
1977年の『ストリート・サヴァイヴァーズ』はスティーヴ・ゲインズのギタリスト/ボーカリストとしてのショーケースとなった。ゲインズは1年前にバンドに参加し、今回スタジオ盤でのデビューとなる。ヴァン・ザントは公私にわたってゲインズの複数の才能に驚き、バンドは "いつかは彼の影の中にいる"と述べた。ゲインズの貢献はヴァン・ザントと共作し、共にリードボーカルを担当した「"You Got That Right"」や、加入前に作ったギターブギの「"I Know a Little"」などがある。ゲインズのこのアルバムにおける（そしていくつかのコンサートにおける）リーダー性は、彼の手によるブルース「"Ain't No Good Life"」に示される。アルバムにはまた、ヒットシングル「"What's Your Name"」「"That Smell"」も含まれた。バンドは自身最大のツアーのための準備を行い、ショーは象徴的なロック・アンセム「フリー・バード」がハイライトとなった。11月、バンドはヴァン・ザントの生涯にわたる夢であったニューヨークのマディソン・スクエア・ガーデンでのコンサートを実現する予定だった。

### 飛行機事故 (1977年)
音楽的には当時隆盛のブルース・ロックをはじめとするブリティッシュ・ロックに強い影響を受けつつも、アメリカ南部土着のカントリーのセンスを保持し、後にサザン・ロックと呼ばれる音を作り上げた。また、ヴィジュアル・イメージに南軍旗を使うなど、アメリカ南部の、悪く言えばレッドネックのイメージを強く持っていたが、それが南部ではバンドへの根強い支持に繋がっていた。
1977年10月20日、ツアー中の飛行機（コンベア240）がミズーリ州マッカム近郊で燃料切れにより墜落し、ロニー・ヴァン・ザント、スティーヴ・ゲインズ、キャシー・ゲインズらが死亡。バンドは解散した。なお、事故後に「ワッツ・ユア・ネーム」がヒットしている。飛行機墜落事故の同年には、ロニーの弟であるドニー・ヴァン・ザントが率いる38スペシャルがデビューしており、しばらくはレーナード・スキナードの後継を名乗り、コンサートでもレーナード・スキナードの曲を演奏するなどしていた。
残ったメンバーのゲイリー・ロッシントン、アレン・コリンズ、ビリー・パウエルらは1980年にロッシントン・コリンズ・バンドを結成し活動を続けたが、アレン・コリンズは1986年に交通事故で下半身不随となり、その4年後に慢性肺炎により死去した。

### 再結成以降 (1987年-)
1987年、ゲイリー・ロッシントンは、ロニーのもう一人の弟であるジョニー・ヴァン・ザントらと共に、レーナード・スキナードとしてバンドを再結成。2006年にはロックの殿堂入りを果たした。
2009年には初期メンバーのビリー・パウエルが心臓麻痺で死去したが、バンドはその後も活動を継続。
2015年4月3日、結成メンバーのボブ・バーンズが交通事故で死去。
2018年1月25日には最後のツアーとなるフェアウェルツアーの開催を発表し、5月4日から開始された。
2018年8月22日、初期メンバーのエド・キングが死去。死因は明らかにされていないが、癌を患っていた。
2023年3月5日、最後の結成メンバー ゲイリー・ロッシントンが死去。これにより創設者は全て亡くなった。しかし４月にはツアー活動の継続を発表  し、23年8月現在もツアーは続けられている。

## その他
- 元プロレスラーのマイケル・ヘイズとテリー・ゴディは彼らのファンであり、自分たちのタッグチームを『ファビュラス・フリーバーズ』と命名し、入場曲には「フリー・バード」を使用した。
- 映画『コン・エアー』では挿入歌及びエンディング曲として「Sweet Home Alabama」が使用されており、本作での劇中ではバンド名は出てはいないが、登場人物の1人（演：スティーブ・ブシェミ）が飛行機の機内で「Sweet Home Alabama」を流されている際、「今流れている曲は飛行機の墜落事故で死んだバンドの曲だよ」と皮肉る台詞がある。

## メンバー

### 初期
- ロニー・ヴァン・ザント (Ronnie Van Zant) - ヴォーカル（1964年 - 1977年、1977年飛行機事故により29歳で死去）
- ゲイリー・ロッシントン (Gary Rossington) - ギター（1964年 - 1977年、2023年に死去）
- アレン・コリンズ (Allen Collins) - ギター (1964年 - 1977年、1990年に慢性肺炎により37歳で死去)
- ラリー・ヤンストロム (Larry Junstrom) - ベース（1964年 - 1971年、2019年に70歳で死去）
- ボブ・バーンズ (Bob Burns) - ドラムス（1964年 - 1974年、2015年交通事故により64歳で死去）
- エド・キング (Ed King) - ギター、ベース（1972年 - 1975年、2018年に68歳で死去）
- レオン・ウィルクソン (Leon Wilkeson) - ベース（1972年 - 1977年、2001年に死去）
- ビリー・パウエル (Billy Powell) - キーボード（1972年 - 1977年、2009年に死去）
- アーティマス・パイル (Artimus Pyle) - ドラムス（1975年 - 1977年）
- スティーヴ・ゲインズ (Steve Gaines)　- ギター（1976年 - 1977年、1977年飛行機事故により28歳で死去）

### 再結成時
- ジョニー・ヴァン・ザント (Johnny Van Zant) - ヴォーカル（1987年 - ）
- ゲイリー・ロッシントン (Gary Rossington) - ギター（1987年 - 2023年）
- エド・キング (Ed King) - ギター（1987年 - 1996年、2018年に死去）
- ランドール・ホール (Randall Hall) - ギター（1987年 - 1993年）
- マイク・エステス (Mike Estes) - ギター（1993年 - 1996年）
- リッキー・メドロック (Rickey Medlocke) - ギター（1996年 - ）
- ヒューイ・トマソン (Hughie Thomasson) - ギター（1996年 - 2005年、2007年に55歳で死去）
- マーク・マテイカ (Mark Matejka) - ギター（2006年 - ）
- ビリー・パウエル (Billy Powell) - キーボード（1987年 - 2009年）
- ピーター・キーズ (Peter Keys) - キーボード（2009年 - ）
- レオン・ウィルクソン (Leon Wilkeson) - ベース（1987年 - 2001年）
- イアン・エヴァンス (Ean Evans) - ベース（2001年 - 2009年）
- ロバート・キーンズ (Robert Kearns) - ベース（2009年 - 2012年）
- ジョニー・コルト (Johnny Colt) - ベース（2012年 - 2017年）
- キース・クリストファー (Keith Christopher) - ベース（2017年 - ）
- アーティマス・パイル (Artimus Pyle) - ドラムス（1987年 - 1991年）
- カート・カスター (Kurt Custer) - ドラムス（1991年 - 1994年）
- オーウェン・ヘイル (Owen Hale) - ドラムス（1994年 - 1998年）
- マイケル・カーテロン (Michael Cartellone) - ドラムス（1999年 - ）

## ディスコグラフィ

### スタジオ・アルバム
- 『レーナード・スキナード』 - Lynyrd Skynyrd (Pronounced 'Lĕh-'nérd 'Skin-'nérd) (1973年)
- 『セカンド・ヘルピング』 - Seconed Helping (1974年)
- 『ナッシン・ファンシー』 - Nuthin' Fancy (1975年)
- 『ギミー・バック・マイ・ブレッツ』 - Gimme Back My Bullets (1976年)
- 『ストリート・サヴァイヴァーズ』 - Street Survivors (1977年)
- 『1991』 - Lynyrd Skynyrd 1991 (1991年)
- 『ザ・ラスト・レベル』 - The Last Rebel (1993年)
- 『エンデインジャード・スピーシーズ』 - Endangered Spacies (1994年)
- 『トゥエンティ』 - Twenty (1997年)
- 『エッジ・オブ・フォエヴァー』 - Edge Of Forever (1999年)
- Christmas Time Again (2000年)
- Vicious Cycle (2003年)
- 『神と銃』 - God & Guns (2009年)
- 『ラスト・オブ・ア・ダイイン・ブリード』 - Last Of A Dyin' Breed (2012年)

### ライブ・アルバム
- 『ワン・モア・フロム・ザ・ロード』 - One More From The Road (1976年)
- 『サザン・バイ・ザ・グレイス・オブ・ゴッド』 - Southern By The Grace Of God (1988年)
- Southern Knights (1996年)
- 『ライヴ・フロム・スティール・タウン』 - Lyve From Steel Town (1998年)
- 『ライヴ』 - Lynyrd Skynyrd Lyve: The Vicious Cycle Tour (2004年)
- Authorized Bootleg Lynyrd Skynyrd Live / Cardiff Capitol Theater - Cardiff, Wales Nov. 04 1975 (2009年)
- Authorized Bootleg: Live At Winterland - San Francisco Mar. 07 1976 (2009年)
- 『ライヴ・フロム・フリーダム・ホール』 - Live From Freedom Hall (2010年)
- 『レーナード・スキナード ライヴ・イン・アトランタ 2014 - ワン・モア・フォー・ザ・ファンズ』 - One more for the fans (2015年)
- Pronounced Leh-Nerd Skin-Nerd & Second Helping - Live from Jacksonville At The Florida Theatre (2015年)
- Live In Atlantic City (2018年)
- Last of the Street Survivors Farewell Tour – Lyve! (2019年)

### コンピレーション・アルバム
- Skynyd's First And … Last (1978年)
- Gold & Platinum (1979年)
- Best Of The Rest (1982年)
- 『伝説』 - Legend (1987年)
- 『スキナーズ・イナーズ/グレイテスト・ヒッツ』 - Skynyrds' Innyrds (1989年)
- 『スキナーズ・ファースト - コンプリート・マッスル・ショールズ・アルバム』 - Skynyrd's First (1998年)
- 『ソロ・フライツ』 - Solo Flytes (1999年)
- 『スキナーズ・コレクティブルズ〜アンリリースト・レコーディングス』 - Collectybles (2000年)
- Then And Now (2000年)
- 『アイコン〜ベスト・オブ・レーナード・スキナード』 - Icon (2010年)

### 関連ソロ・アルバム
- Rossington : Returned To Scene Of The Crime (1986年)

## 日本公演
- 1977年
  - 1月14日・15日・16日・21日：中野サンプラザ
  - 1月18日：大阪厚生年金会館
- 1991年
  - 11月11日・12日・13日：東京厚生年金会館
  - 14日：大阪サンケイホール
  - 15日：愛知厚生年金会館
- 1994年
  - 11月9日：NHKホール
  - 10日・14日・15日：CLUB CITTA'
  - 11日：IMPホール